# Calímaco (escultor)
Se você procura o poeta de Alexandria, veja Calímaco.
Calímaco (Καλλίμαχος) foi um escultor e arquiteto grego, ativo na segunda metade do século V a.C. Seguiu o estilo de Policleto, trabalhando em Atenas e Corinto. Apesar de mencionado em várias fontes antigas, todas as atribuições a ele dirigidas são duvidosas. 
Vitrúvio o chamava de katatêxitechnos (perfeccionista), e embora não fosse considerado um dos mestres maiores do período, era reconhecido por seu bom-gosto e engenho, sendo o primeiro desenvolver uma técnica de perfuração na pedra a fim de obter efeitos de luz e sombra nos cabelos, folhagens, panejamentos e outros elementos decorativos de suas estátuas, nos quais demonstrava grande habilidade.
É considerado o autor da Nice do friso do templo de Atena Nice no Partenon. Plínio, o Velho relata ter sido ele o autor de uma série de Dançarinas da Lacônia. A ele também se atribuem seis mênades que sobrevivem em cópias romanas. O modelado destas figuras levou à elaboração do tipo Genetrix da Vênus, do qual é considerado o criador.
Na arquitetura sua importância é devida à invenção da ordem coríntia, relatada por Vitrúvio em De Architectura (Livro IV), como decorrente da observação casual de um cesto contendo folhas de acanto, colocado sobre uma sepultura como oferenda. 
Pausânias diz ainda que ele foi o inventor de uma lâmpada que só precisava ser enchida de óleo uma vez por ano, e que havia sido colocada na cella do Erecteion.

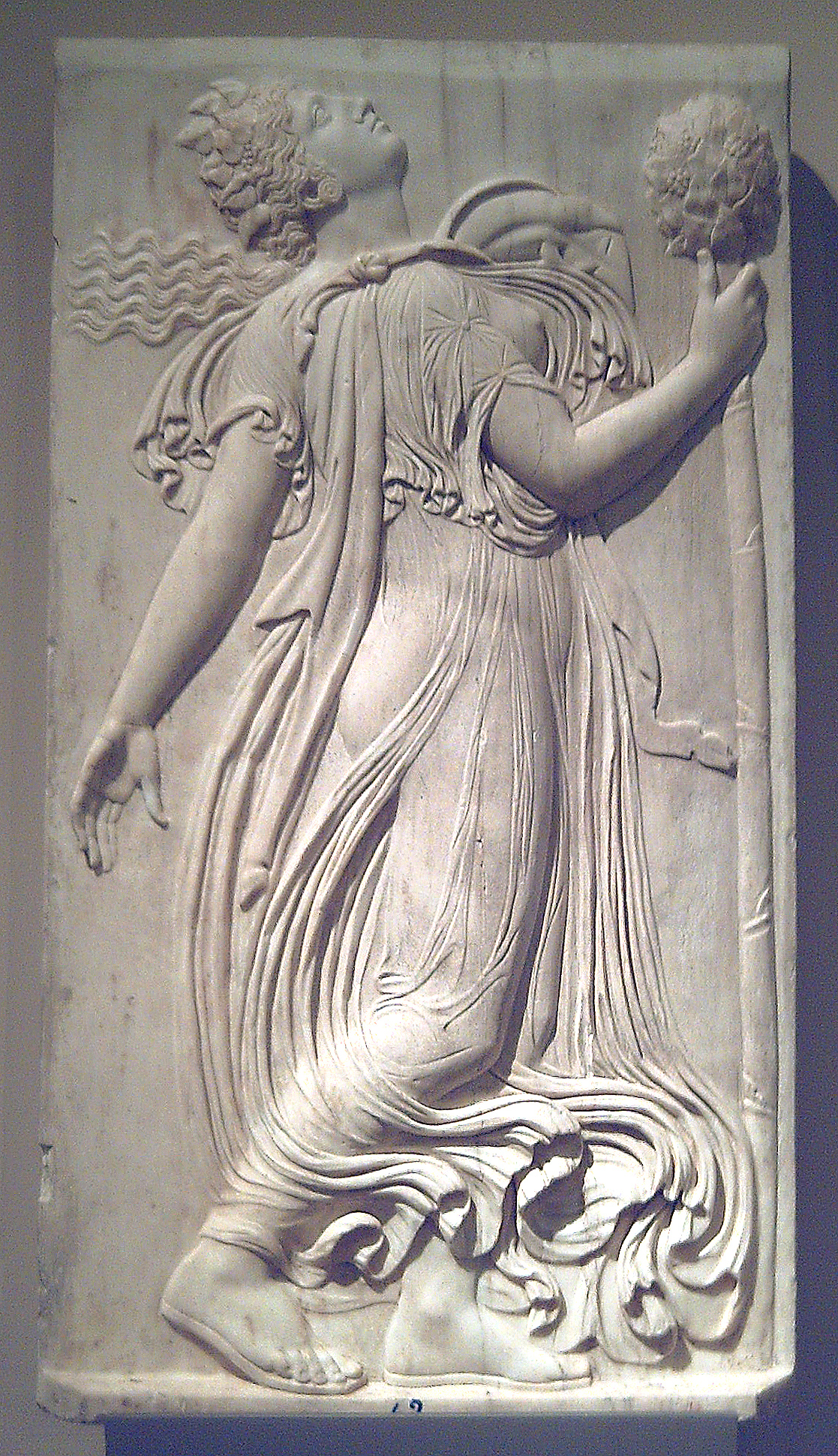
Mênade
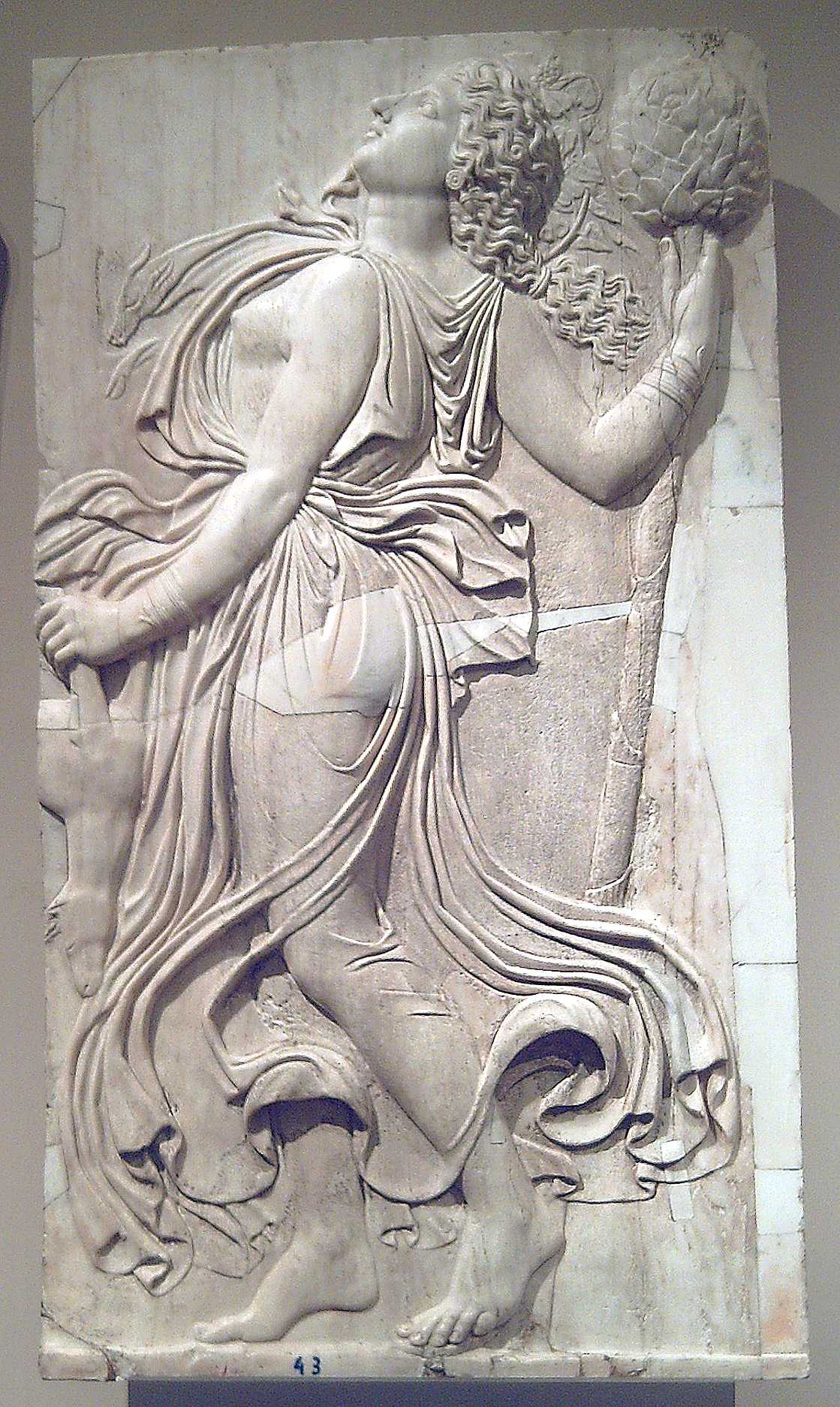
Mênade
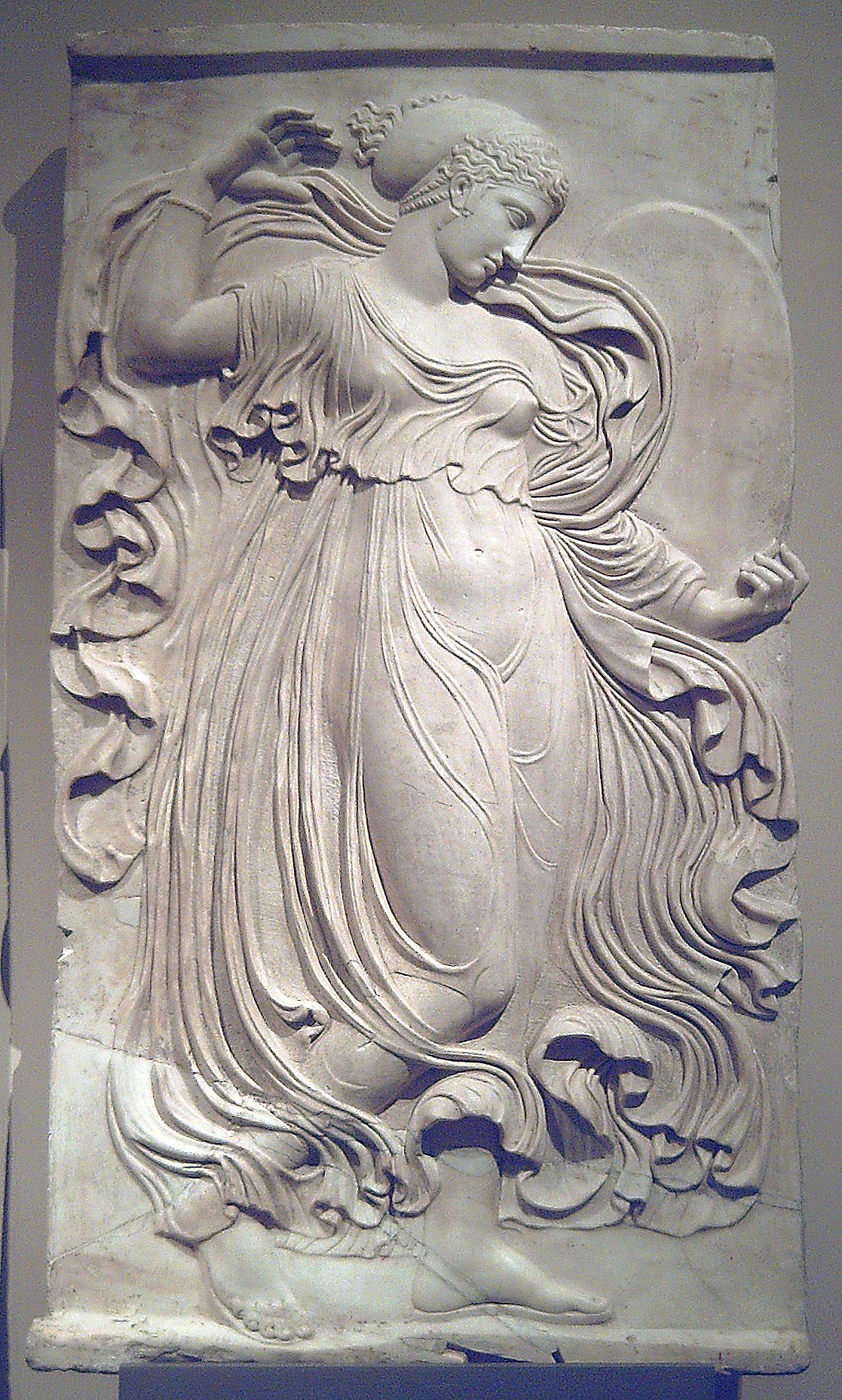
Mênade
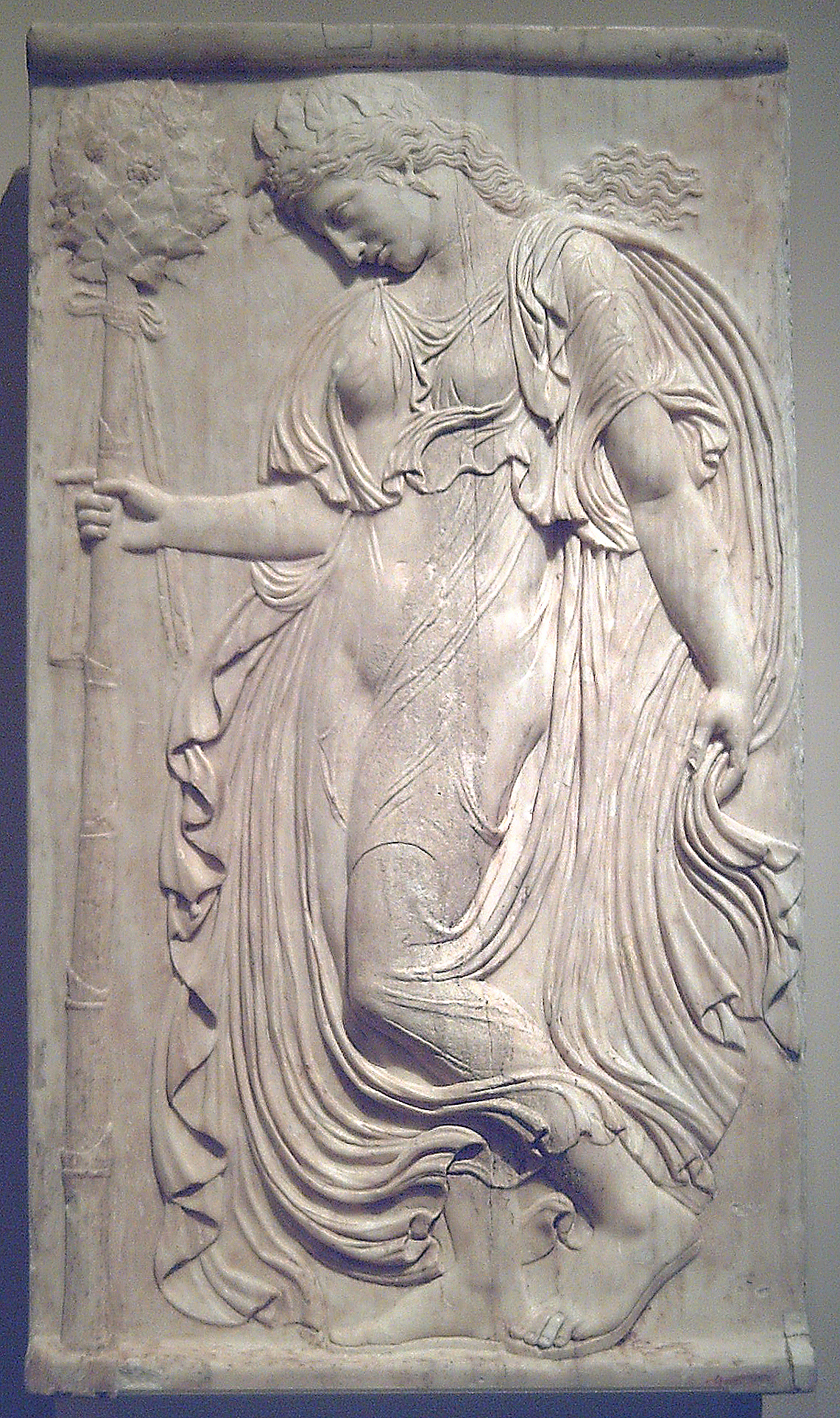
Mênade
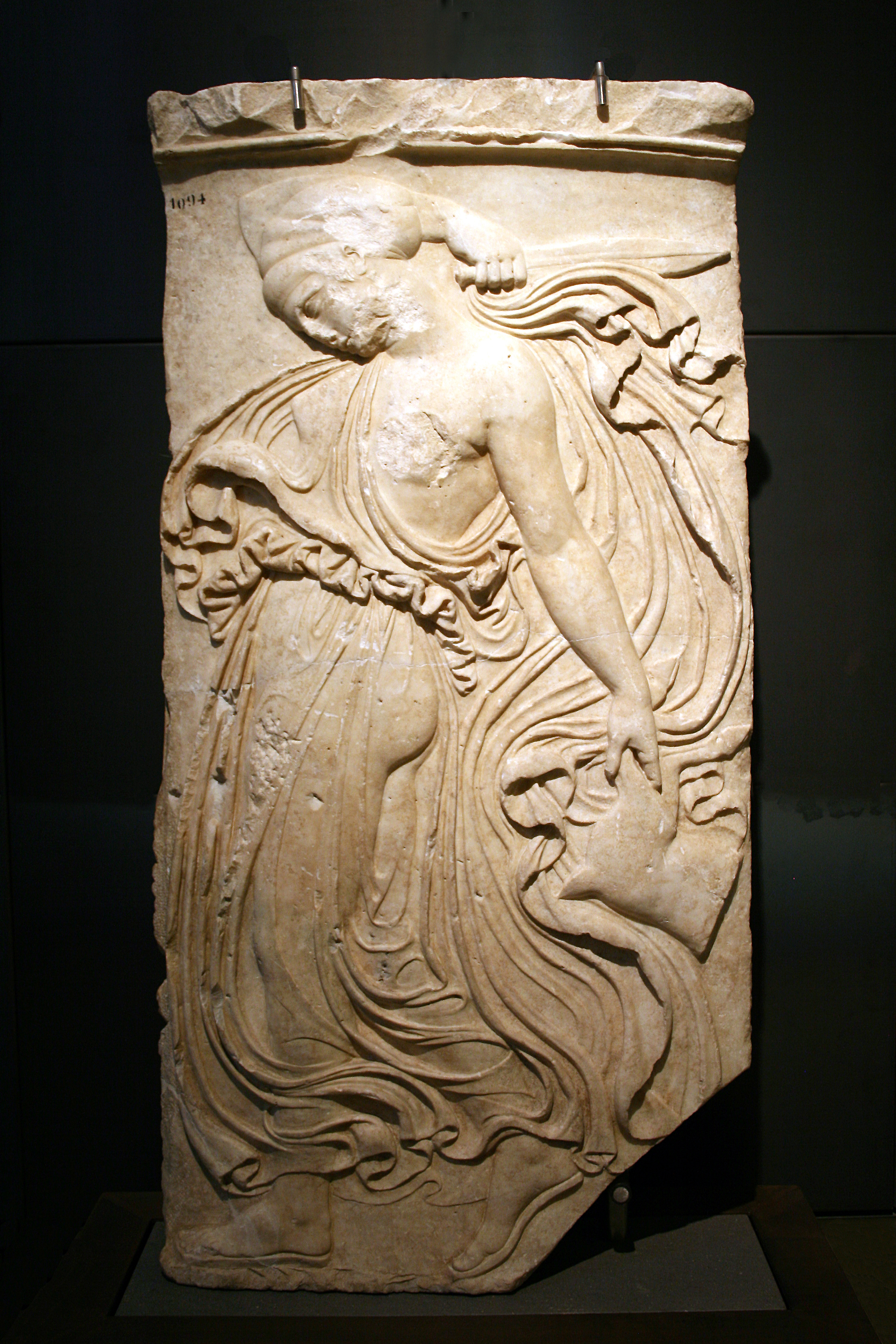
Mênade - cópia romana após Kallimachos (cerca de 406-405 aC.) - Museus Capitolinos